# Marianna Carlevarijs
Marianna Carlevarijs (talvolta anche Carlevaris) (Venezia, 1703 – Venezia, 1750) è stata una pittrice e ritrattista italiana.

## Biografia
Figlia di Luca, ricevette il supporto della potente famiglia veneziana degli Zenobio. Dalle fonti contemporanee la si ricorda come facente parte del ristretto circolo di Rosalba Carriera.